# Dasyatis margaritella
Dasyatis margaritella  (лат.) — вид рода хвостоколов из семейства хвостоко́ловых отряда хвостоколообразных надотряда скатов. Они обитают в тропических прибрежных водах Западной Африки. Максимальная зарегистрированная ширина диска 30 см. Грудные плавники этих скатов срастаются с головой, образуя округлый диск, ширина которого почти равна длине. Рыло заострённое. Хвост длиннее диска. Позади шипа на хвостовом стебле расположены вентральный и дорсальный кожные кили. Вдоль спины пролегает широкая полоса чешуек. В центре диска имеется крупная, подобная жемчужине перламутровая колючка. Этот признак характерен также для более крупных гвинейских хвостоколов, с которыми часто путают Dasyatis margaritella. Окраска дорсальной поверхности диска ровного серо-коричневого цвета. Подобно прочим хвостоколообразным  Dasyatis margaritella размножаются яйцеживорождением. Эмбрионы развиваются в утробе матери, питаясь желтком и гистотрофом. В помёте 1—3 новорожденных. Являются объектом целевого промысла. В качестве прилова попадаются при коммерческом и кустарном лове.

## Таксономия и филогенез
Впервые новый вид был научно описан в 1984 году. Ранее в научной литературе Dasyatis margaritella не отделяли от гвинейских хвостоколов, хотя еще с 1965 года было известно, что это два разных вида. Голотип представляет собой самца длиной 19 см, пойманную в водах Камеруна.  Паратипы — самец длиной 16,9 см и самка длиной 18 см, пойманные там же. Видовой эпитет происходит от слова лат. margaritas  — «жемчуг». Внешне Dasyatis margaritella похожи на гвинейских хвостоколов и Dasyatis garouaensis, которые также обитают у побережья Западной Африки. Вероятно, они являются близкородственными видами. До сих пор в отчётах о составе улова этих скатов путают между собой.
В 2001 году был опубликован филогенетический анализ 14 видов хвостоколов, основанный на морфологии. В нём Dasyatis margaritella и Himantura gerrardi были признаны близкородственными видами, образующими кладу с острорылым хвостоколом и гладким скатом-бабочкой, как корневыми видами. Эти данные укрепляют мнение, что ни род хвостоколов ни род хвостоколов-гимантур не является монофилетическим. Гвинейские хвостоколы и Dasyatis garouaensis в исследование не вошли.

## Ареал и места обитания
Dasyatis margaritella обитают у побережья Западной Африки от Рас-Нуадибу, Мавритания, до Анголы. Они встречаются в прибрежных морских и солоноватых водах, заходят в эстуарии рек, в том числе в устье реки Конго.

## Описание
Грудные плавники этих скатов срастаются с головой, образуя округлый плоский диск, ширина почти равна длине. Передний край диска выгнут, рыло заострённое, выступает за пределы диска. Позади глаз расположены брызгальца, одинакового с ними размера. На вентральной поверхности диска расположены 5 жаберных щелей, рот и ноздри. Между ноздрями пролегает лоскут кожи с бахромчатым нижним краем. Рот изогнут в виде дуги, в углах имеются бороздки. На дне ротовой полости присутствуют 5 выростов. Зубы выстроены в шахматном порядке и образуют плоскую поверхность. Во рту имеется 24—41 верхних и 34—50 нижних зубных рядов. Зубы взрослых самцов длиннее, чем у самок и неполовозрелых самцов, но не заострены. Короткие брюшные плавники имеют форму треугольников и слегка выступают из-под диска.
Хвост в виде кнута длиннее диска. Основание хвоста широкое и приплюснутое, к концу хвост сильно уточается. Как и у других хвостоколов на дорсальной поверхности в центральной части хвостового стебля расположен зазубренный шип, соединённый протоками с ядовитой железой. Иногда у скатов бывает 2 шипа. Периодически шип обламывается и на их месте вырастает новый. Позади шипа на хвостовом стебле расположены хорошо развитая вентральная и низкая дорсальная складки кожи. В центре диска имеется крупная перламутровая колючка. Кожа молодых скатов лишена чешуи. У скатов с диском шириной свыше 13—14 см от средней трети в области глаз до основания хвоста пролегает широкая полоса плоской округлой чешуи. Хвостовой стебель позади шипа покрыт шипиками. Окраска дорсальной поверхности диска ровного серого цвета. Вентральная поверхность диска белая. Максимальная зарегистрированная ширина диска 30 см, а вес 1 кг. От внешне похожих гвинейских хвостоколов Dasyatis margaritella отличаются сравнительно менее крупным перламутровым шипом в центре диска, большим количеством зубных рядов и менее многочисленными лучами грудных плавников (113—127 против 129—136 ).

## Биология
Подобно прочим хвостоколообразным эти скаты относится к яйцеживородящим рыбам. Эмбрионы развиваются в утробе матери, питаясь желтком и гистотрофом. В помёте от 1 до 3 новорожденных. Половая зрелость наступает при ширине диска около 20 см.

## Взаимодействие с человеком
Несмотря на мелкий размер Dasyatis margaritella являются объектом коммерческого лова в водах Сенегала, Ганы и Кот-д'Ивуар. Их ловят с помощью ярусов, донных тралов, ставных и жаберных сетей, неводов, ловушек и на крючок. Численность улова оценить сложно из-за схожести с гвинейскими хвостоколами. Данных для оценки Международным союзом охраны природы статуса сохранности вида недостаточно
.